# Liste der Finanzämter in Rheinland-Pfalz
Diese Liste nennt die Finanzämter in Rheinland-Pfalz.

## Allgemeines
Die rheinland-pfälzischen Finanzämter sind untere Landesbehörden. Als mittlere Landesbehörde ist ihnen das Landesamt für Steuern (früher Oberfinanzdirektion Koblenz) und als oberste Landesbehörde das Ministerium der Finanzen Rheinland-Pfalz übergeordnet. Es gibt in Rheinland-Pfalz 22 Finanzämter. Diese bestehen immer aus einer Hauptstelle und teilweise aus einer oder mehreren Außenstellen. Die Finanzämter sind für die steuerlichen Aufgaben der jeweils angegebenen Finanzamtsbezirke zuständig. Daneben gibt es eine Vielzahl von Spezialzuständigkeiten, bei denen Aufgaben bei einzelnen Finanzämtern konzentriert sind. Details regelt die Landesverordnung über die Zuständigkeiten der Finanzämter (FAZVO) vom 6. Dezember 2002.

## Liste
| Bild | Name Bundesfinanzamtsnummer                                            | Ort Adresse                                                   | Finanzamtsbezirk | Gebäude | Behördengeschichte |
| ---- | ---------------------------------------------------------------------- | ------------------------------------------------------------- | --- | --- | --- |
| 0    | Finanzamt Altenkirchen-Hachenburg 2702                                 | Altenkirchen (Westerwald) Frankfurter Straße 21               | Landkreis Altenkirchen (Westerwald) und die Verbandsgemeinden Bad Marienberg (Westerwald), Hachenburg, Rennerod und Westerburg. | 0 | Das Finanzamt Altenkirchen-Hachenburg ging zum 1. Januar 2003 aus der Fusion der bisherigen Finanzämter Altenkirchen und Hachenburg hervor. |
| 0    | Finanzamt Altenkirchen-Hachenburg – Außenstelle Hachenburg 2718        | Hachenburg Tilmannstraße 8                                    | 0 | 0 | 0 |
| 0    | Finanzamt Bad Kreuznach 2706                                           | Bad Kreuznach Ringstraße 10                                   | Stadt Bad Kreuznach sowie der Verbandsgemeinden Bad Kreuznach, Bad Sobernheim, Langenlonsheim, Meisenheim, Rüdesheim, Stromberg, Sprendlingen-Gensingen und Wöllstein                                                                                                | 0 | 0 |
| 0    | Finanzamt Bad Neuenahr-Ahrweiler 2701                                  | Bad Neuenahr-Ahrweiler Römerstraße 5                          | Landkreis Ahrweiler | 0 | 0 |
|      | Finanzamt Bingen-Alzey 2708                                            | Bingen Rochusallee 10                                         | Städte Alzey, Bingen am Rhein und Ingelheim am Rhein sowie der Verbandsgemeinden Alzey-Land, Gau-Algesheim, Heidesheim am Rhein, Rhein-Nahe und Wörrstadt, | Das aktuelle Dienstgebäude in der heutigen Rochusallee mit Wohnungen für Vorsteher und Hausmeister wurde in den Jahren 1927–1928 erbaut. Anschließend wurde der Dienstbetrieb vom „Beamtenhaus“ in der Maria-Hilf-Straße in die Rochusallee verlegt. Das benachbarte Finanzamt Ingelheim wurde im Jahr 1943 aufgelöst und dem Finanzamt Bingen angegliedert, das in Folge 75 Bedienstete hatte. Die Stadt Ingelheim bemühte sich in den Jahren 1945–1946 erfolglos, das Finanzamt Ingelheim wieder zu errichten. | Zum 1. Januar 2003 wurden die Finanzämter Bingen und Alzey fusioniert.                                                                      |
|      | Finanzamt Bingen-Alzey – Außenstelle Alzey 2708                        | Alzey Römerstraße 33                                          | 0 | Aufgrund der Absicht der Reichsfinanzverwaltung, die Finanzbehörden in reichseigenen Gebäuden unterzubringen, wurde die Erstellung eines neuen Finanzamtsgebäudes in Alzey geplant. Aber erst durch Erlass vom 24. Januar 1935 hatte der Reichsminister der Finanzen den Neubau genehmigt. Ende August 1936 war das Gebäude in der Römerstraße bezugsfertig. | 0 |
| 0    | Finanzamt Bitburg-Prüm 2710                                            | Bitburg Kölner Straße 20                                      | Landkreis Eifelkreis Bitburg-Prüm | 0 | 0 |
| 0    | Finanzamt Bitburg-Prüm – Außenstelle Prüm 2736                         | Prüm Monthermeerstraße 3                                      | 0 | 0 | 0 |
|      | Finanzamt Idar-Oberstein 2709                                          | Idar-Oberstein Hauptstraße 199                                | Landkreis Birkenfeld sowie der Stadt Kirn und der Verbandsgemeinde Kirn-Land | 0 | 0 |
|      | Finanzamt Kaiserslautern 2719                                          | Kaiserslautern Eisenbahnstraße 56                             | Stadt Kaiserslautern sowie der Verbandsgemeinden Enkenbach-Alsenborn und Otterbach-Otterberg | → Hauptartikel : Finanzamt Kaiserslautern | 0 |
| 0    | Finanzamt Koblenz 2722                                                 | Koblenz Ferdinand-Sauerbruch-Straße 19                        | Städte Bendorf, Boppard, Koblenz und Lahnstein sowie der Verbandsgemeinden Emmelshausen, Loreley, Nastätten, Rhein-Mosel, Sankt Goar-Oberwesel, Vallendar und Weißenthurm                                                                                            | 0 | 0 |
| 0    | Finanzamt Kusel-Landstuhl 2723                                         | Kusel Trierer Straße 46                                       | Landkreis Kusel sowie der Verbandsgemeinden Bruchmühlbach-Miesau, Kaiserslautern-Süd, Landstuhl, Ramstein-Miesenbach und Weilerbach | 0 | 0 |
| 0    | Finanzamt Kusel-Landstuhl – Außenstelle Landstuhl 2725                 | Landstuhl Kaiserstraße 51                                     | 0 | 0 | 0 |
| 0    | Finanzamt Landau 2724                                                  | Landau in der Pfalz Weißquartierstraße 13                     | Landkreis Südliche Weinstraße, der Stadt Landau in der Pfalz sowie der Verbandsgemeinde Kandel | 0 | 0 |
|      | Finanzamt Ludwigshafen 2727                                            | Ludwigshafen am Rhein Bayernstraße 39                         | Städte Frankenthal (Pfalz), Grünstadt und Ludwigshafen am Rhein, der Gemeinde Bobenheim-Roxheim sowie der Verbandsgemeinden Grünstadt-Land, Hettenleidelheim, Lambsheim-Heßheim und Maxdorf                                                                          | 0 | 0 |
| 0    | Finanzamt Mainz-Mitte 2726                                             | Mainz Schillerstraße 13                                       | Stadt Mainz sowie Verbandsgemeinden Bodenheim, Nieder-Olm und Rhein-Selz | 0 | 0 |
| 0    | Finanzamt Mainz-Süd 2728                                               | Mainz Emy-Roeder-Straße 3                                     | Stadt Mainz sowie Verbandsgemeinden Bodenheim, Nieder-Olm und Rhein-Selz | 0 | 0 |
| 0    | Finanzamt Mayen 2729                                                   | Mayen Westbahnhofstraße 11 und Töpferstr. 28 (Service-Center) | Städte Andernach und Mayen sowie der Verbandsgemeinden Maifeld, Mendig, Pellenz und Vordereifel | 0 | 0 |
|      | Finanzamt Montabaur-Diez 2730                                          | Montabaur Rochusallee 10                                      | Verbandsgemeinden Bad Ems, Diez, Hahnstätten, Höhr-Grenzhausen, Katzenelnbogen, Montabaur, Nassau, Ransbach-Baumbach, Selters (Westerwald), Wallmerod und Wirges | 0 | 0 |
| 0    | Finanzamt Montabaur-Diez – Außenstelle Diez 2714                       | Diez Parkstraße 16                                            | 0 | 0 | 0 |
|      | Finanzamt Neustadt 2731                                                | Neustadt an der Weinstraße Konrad-Adenauer-Straße 26          | Städte Bad Dürkheim und Neustadt an der Weinstraße, der Gemeinde Haßloch sowie der Verbandsgemeinden Deidesheim, Freinsheim, Lambrecht (Pfalz) und Wachenheim an der Weinstraße                                                                                      | 0 | 0 |
| 0    | Finanzamt Neuwied 2732                                                 | Neuwied Augustastraße 70                                      | Landkreis Neuwied | 0 | 0 |
| 0    | Finanzamt Pirmasens 2735                                               | Pirmasens Kaiserstraße 2                                      | Landkreises Südwestpfalz sowie der Städte Pirmasens und Zweibrücken | 0 | 0 |
| 0    | Finanzamt Simmern-Zell 2740                                            | Simmern/Hunsrück Brühlstraße 3                                | Landkreis Cochem-Zell sowie der Verbandsgemeinden Kastellaun, Kirchberg (Hunsrück), Rheinböllen und Simmern/Hunsrück | 0 | 0 |
| 0    | Finanzamt Simmern-Zell – Außenstelle Zell 2745                         | Zell (Mosel) Schloßstraße 42                                  | 0 | 0 | 0 |
|      | Finanzamt Speyer-Germersheim 2741                                      | Speyer Johannesstraße 9–12                                    | Städte Germersheim, Schifferstadt, Speyer und Wörth am Rhein, der Gemeinden Böhl-Iggelheim, Limburgerhof und Mutterstadt sowie der Verbandsgemeinden Bellheim, Dannstadt-Schauernheim, Hagenbach, Jockgrim, Lingenfeld, Römerberg-Dudenhofen, Rülzheim und Rheinauen | 0 | 0 |
|      | Finanzamt Speyer-Germersheim – Außenstelle Germersheim 2741            | Germersheim Königsplatz 8                                     | 0 | 0 | 0 |
| 0    | Finanzamt Trier 2742                                                   | Trier Hubert-Neuerburg-Straße 1                               | Landkreis Trier-Saarburg sowie der Stadt Trier | → Hauptartikel : Finanzamt Trier | 0 |
| 0    | Finanzamt Wittlich 2743                                                | Wittlich Unterer Sehlemet 15                                  | Landkreise Bernkastel-Wittlich und Vulkaneifel | 0 | 0 |
|      | Finanzamt Worms-Kirchheimbolanden 2744                                 | Worms Karlsplatz 6                                            | Donnersbergkreis, der Stadt Worms sowie der Verbandsgemeinden Eich, Monsheim und Wonnegau | Das Gebäude des Finanzamts wurde 1926–1929 am Köhlerplatz (heute: Karlsplatz) mit drei Hauptgeschossen und einem Dachgeschoss errichtet. Hintergrund war die Zusammenlegung der Finanzämter Worms-Stadt. Das Gebäude Karlsplatz 6 wurde 1996 unter Denkmalschutz gestellt. Der Stil mit Elementen des Expressionismus ist charakteristisch für die 1920er Jahre. | 0 |
|      | Finanzamt Worms-Kirchheimbolanden – Außenstelle Kirchheimbolanden 2721 | Kirchheimbolanden Neumayerstraße 7                            | 0 | Das Finanzamtsgebüde, ein stattlicher dreigeschossiger gründerzeitlicher Walmdachbau, war früher Amtsgericht. 1881/82 wurde es nach Plänen Ludwig Stempels, Landbauamt Kaiserslautern erbaut. Das straßenbildprägende Gebäude steht unter Denkmalschutz. | 0 |

## Geschichte
Mit der Erzbergerschen Reform wurde in Deutschland eine einheitliche Reichsfinanzverwaltung geschaffen. Als untere Finanzbehörden entstanden Finanzämter jeweils auf Ebene der Landkreise. Rechtsgrundlage war die Bekanntmachung über die Sitze und Amtsbezirke der Finanzämter vom 16. Juni 1920. Für den südlichen Teil der Rheinprovinz war den Finanzämtern das Landesfinanzamt Köln, für den Volksstaat Hessen das Landesfinanzamt Darmstadt übergeordnet. Für die Pfalz (Bayern) war dies das Landesfinanzamt Würzburg.
Dem Landesfinanzamt Darmstadt war nachgelagert:
1. Finanzamt Alsfeld
2. Finanzamt Alzey (*)
3. Finanzamt Beerfelden (Odenwald) – Das Finanzamt wurde 1943 aufgehoben und sein Bezirk dem des Finanzamtes Michelbach zugeordnet.[7]
4. Finanzamt Bingen (*)
5. Finanzamt Büdingen (Oberhessen)
6. Finanzamt Butzbach (Oberhessen) – Das Finanzamt wurde zum 1. Juni 1932 aufgehoben und sein Bezirk auf die Finanzämter Gießen und Friedberg verteilt.[8]
7. Finanzamt Darmstadt-Stadt
8. Finanzamt Darmstadt-Land
9. Finanzamt Dieburg
10. Finanzamt Friedberg (Hessen)
11. Finanzamt Fürth (Odenwald)
12. Finanzamt Gießen
13. Finanzamt Groß-Gerau
14. Finanzamt Grünberg (Hessen)
15. Finanzamt Heppenheim (Bergstraße) – Das Finanzamt wurde 1943 aufgehoben und sein Bezirk auf die Finanzämter Worms und Bensheim verteilt.[9]
16. Finanzamt Höchst (Odenwald)
17. Finanzamt Homberg (Oberhessen) – Das Finanzamt wurde zum 1. Juni 1932 aufgehoben und sein Bezirk auf die Finanzämter Alsfeld und Grünberg verteilt.[10]
18. Finanzamt Hungen (Oberhessen) – Das Finanzamt wurde 1943 aufgehoben und sein Bezirk auf die Finanzämter Gießen und Grünberg verteilt.[11]
19. Finanzamt Langen (Bez. Darmstadt)
20. Finanzamt Lauterbach (Hessen)
21. Finanzamt Mainz I (*) – 1931 in Mainz-Innenstadt umbenannt.[12]
22. Finanzamt Mainz II (*) – 1931 in Mainz-Außenstadt umbenannt.[13]
23. Finanzamt Mainz III (*) – 1931 in Mainz-Land umbenannt.[14]
24. Finanzamt Michelstadt (Odenwald)
25. Finanzamt Nidda (Oberhessen)
26. Finanzamt Oberingelheim (Rhein) (*) – 1943 aufgehoben und dem Finanzamt Bingen zugeordnet.[15]
27. Finanzamt Offenbach-Stadt
28. Finanzamt Offenbach-Land
29. Finanzamt Oppenheim (*)
30. Finanzamt Osthofen (Rheinhessen) (*) – 1943 aufgehoben und dem Finanzamt Worms zugeordnet.[16]
31. Finanzamt Reinheim (Hessen)
32. Finanzamt Schotten
33. Finanzamt Seligenstadt
34. Finanzamt Worms-Stadt (*)
35. Finanzamt Worms-Land (*)
36. Finanzamt Wörrstadt (Rheinhessen) (*) – 1943 aufgehoben und dem Finanzamt Alzey zugeordnet.[17]
37. Finanzamt Zwingenberg (Hessen)

(*) Die hessische Provinz Rheinhessen wurde nach 1945 Teil von Rheinland-Pfalz.
Dem Landesfinanzamt Köln war nachgelagert:
1. Finanzamt Aachen-Stadt
2. Finanzamt Aachen-Land und Monschau
3. Finanzamt Ahrweiler
4. Finanzamt Altenkirchen (Westerwald) (*)
5. Finanzamt Bergheim (Erft)
6. Finanzamt Bernkastel (*)
7. Finanzamt Birkenfeld (Nahe) (*)
8. Finanzamt Bitburg (*)
9. Finanzamt Bonn
10. Finanzamt Cochem (*)
11. Finanzamt Daun (*)
12. Finanzamt Düren
13. Finanzamt Erkelenz
14. Finanzamt Euskirchen
15. Finanzamt Geilenkirchen
16. Finanzamt Gemünd (Eifel) (*)
17. Finanzamt Gummersbach
18. Finanzamt Jülich
19. Finanzamt Koblenz (*)
20. Finanzamt Köln-Stadt, linksrheinisch
21. Finanzamt Köln-Stadt, rechtsrheinisch
22. Finanzamt Köln und Mülheim
23. Finanzamt Bad Kreuznach (*)
24. Finanzamt Mayen (*)
25. Finanzamt Neuwied (*)
26. Finanzamt Offenbach (Glan) (*)
27. Finanzamt Prüm (*)
28. Finanzamt Rheinbach
29. Finanzamt Saarburg (*)
30. Finanzamt St. Goar (*)
31. Finanzamt Siegburg
32. Finanzamt Simmern (*)
33. Finanzamt Trier (*)
34. Finanzamt Waldbröl
35. Finanzamt Wassenberg
36. Finanzamt Wipperfürth
37. Finanzamt Wittlich (*)
38. Finanzamt Zell (*)

(*) Diese Finanzämter liegen im heutigen Rheinland-Pfalz.
Im Mai 1940 wurden die deutschsprachigen Kreise Eupen und Malmedy, die im Ersten Weltkrieg an Belgien abgetreten worden waren, wieder in das Reich eingegliedert. Dem Oberfinanzpräsidenten Köln (so war seit 1937 die Bezeichnung des Landesfinanzamtes) wurden entsprechend zwei neu errichtete Finanzämter in Eupen und Malmedy angegliedert. Nach der Eroberung Luxemburgs wurden 1941 in Luxemburg vier Finanzämter eingerichtet, die ebenfalls dem Oberfinanzpräsidenten Köln nachgelagert wurden. Mit der Räumung dieser Gebiete wurden die entsprechenden Finanzämter geschlossen. Da Finanzamt St. Goar wurde 1940 aufgehoben und dem Finanzamt Koblenz zugeordnet.
Dem Landesfinanzamt Würzburg war nachgelagert:
1. Finanzamt Amorbach
2. Finanzamt Annweiler (*)
3. Finanzamt Arnstein (Unterfranken)
4. Finanzamt Aschaffenburg I
5. Finanzamt Bergzabern (*)
6. Finanzamt Brückenau (Unterfranken)
7. Finanzamt Dahn (*)
8. Finanzamt Bad Dürkheim (*)
9. Finanzamt Ebern
10. Finanzamt Edenkoben (*)
11. Finanzamt Frankenthal (Pfalz) (*)
12. Finanzamt Gemünden (Main)
13. Finanzamt Germersheim (*)
14. Finanzamt Gerolzhofen
15. Finanzamt Grünstadt (*)
16. Finanzamt Hammelburg
17. Finanzamt Hofheim (Unterfranken)
18. Finanzamt Kaiserslautern (*)
19. Finanzamt Kandel (*)
20. Finanzamt Karlstadt
21. Finanzamt Kirchheimbolanden (*)
22. Finanzamt Bad Kissingen
23. Finanzamt Kitzingen
24. Finanzamt Klingenberg (Unterfranken)
25. Finanzamt Königshofen im Grabfeld
26. Finanzamt Kusel (*)
27. Finanzamt Landau (Pfalz) (*)
28. Finanzamt Landstuhl (*)
29. Finanzamt Lauterecken (*)
30. Finanzamt Lengfurt
31. Finanzamt Lohr
32. Finanzamt Ludwigshafen (Rhein) (*)
33. Finanzamt Mellrichstadt
34. Finanzamt Münnerstadt
35. Finanzamt Neustadt (Haard) (*)
36. Finanzamt Obermoschel
37. Finanzamt Ochsenfurt
38. Finanzamt Pirmasens (*)
39. Finanzamt Röttingen
40. Finanzamt Schweinfurt
41. Finanzamt Speyer (*)
42. Finanzamt Volkach
43. Finanzamt Werneck
44. Finanzamt Winnweiler (*)
45. Finanzamt Würzburg
46. Finanzamt Zeil
47. Finanzamt Zweibrücken (*)

Nach der Saarabstimmung 1935 wurden die Finanzämter des Saargebietes dem Landesfinanzamt Würzburg nachgeordnet.
(*) Diese Finanzämter liegen im heutigen Rheinland-Pfalz.